# Britische Rheinarmee
Die Bezeichnung britische Rheinarmee (Englisch: British Army of the Rhine, kurz BAOR) wurde jeweils nach dem Ersten und Zweiten Weltkrieg für die britischen Besatzungstruppen in Deutschland verwendet. Besonders nach dem Zweiten Weltkrieg wurde auch der Begriff Rhine Garrison (Rheingarnison) benutzt.

## Geschichte

### Nach dem Ersten Weltkrieg
Von 1919 bis 1930 befanden sich gemäß den Festlegungen des Versailler Friedensvertrages von 1919 britische Besatzungstruppen im Rheinland.
Die im März 1919 etablierte Rheinarmee unter Feldmarschall William Robertson, 1. Baronet, wurde aus folgenden Einheiten formiert:
II. Corps: Generalleutnant Claud Jacob
- Light Division (gebildet aus der 2nd Division) Major-General George Darell Jeffreys
- Southern Division (gebildet aus der 29th Division) Major-General William Heneker

IV. Corps: Generalleutnant Alexander Godley
- Lowland Division (gebildet aus der 9th Division)
- Highland Division (gebildet aus der 62nd Division)

VI. Corps: Generalleutnant Aylmer Haldane
- Northern Division (gebildet aus der 3rd Division)
- London Division (gebildet aus der 41st Division)

IX. Corps: Generalleutnant Walter Braithwaite, später Ivor Maxse
- Western Division (gebildet aus der 1st Division)
- Midland Division (gebildet aus der 6th Division)

X. Corps: Generalleutnant Thomas Morland
- Lancashire Division (gebildet aus der 32nd Division)
- Eastern Division (gebildet aus der 34th Division)

- Cavalry Division (gebildet aus der 1st Cavalry Division)

#### Oberbefehlshaber der Rheinarmee 1919–1930
Commander-in-Chief
- 1918–1919: Lord Herbert Plumer (1857–1932)
- 1919–1920: Sir William Robertson (1860–1933)
- 1920–1922: Sir Thomas Morland (1865–1925)
- 1922–1924: Sir Alexander Godley (1867–1957)
- 1924–1927: Sir John Du Cane (1865–1947)
- 1927–1929: Sir William Thwaites (1868–1947)

### Nach dem Zweiten Weltkrieg
Die ab August 1945 in der britischen Besatzungszone aus der 21st Army Group gebildete BAOR wurde nach dem Ende des Kalten Krieges am 31. März 1994 aufgelöst und Teile der Truppenverbände in British Forces Germany (BFG) umbenannt. Sie hatte ihr Hauptquartier von Mai 1945 bis 1954 in Bad Oeynhausen, anschließend im JHQ Rheindahlen im Westen Mönchengladbachs.
Zu den ursprünglichen Aufgaben der BAOR zählte die Unterstützung der britischen Militärregierung in der britischen Besatzungszone sowie die Kontrolle und Verwaltung der weiteren in Deutschland stationierten britischen Einheiten.
Die von 1947 bis 1953 bestehende Norwegische Deutschland-Brigade war der britischen Rheinarmee zugeordnet.
Bis zum Aufbau der deutschen Bundeswehr Ende der 1950er Jahre („Wiederbewaffnung“) bildete die BAOR innerhalb der NATO den Hauptpfeiler der transatlantischen Verteidigungsorganisation gegen den Warschauer Pakt in Norddeutschland. 1954 umfasste die BAOR, in der noch bis 1960 Wehrpflichtige im Rahmen des National Service dienten, 102.000 Soldaten. Im Herbst 1954 begann mit dem NATO-Großmanöver Battle Royal die Vorbereitung der britischen Streitkräfte auf einen möglichen Atomkrieg. In einer Zeit großer britischer Budget- und Devisenprobleme pendelte sich die Stärke der BAOR bis Anfang der 1960er Jahre auf eine in der Stationierungsverpflichtung von 1954 angestrebte langfristige Sollstärke von rund 50.000 Mann ein.
1971 vereinbarten die Bundesrepublik Deutschland und Großbritannien einen fünfjährigen Vertrag über die finanzielle Hilfe für die britische Rheinarmee. Danach zahlte die Bundesrepublik im Rahmen des Devisenausgleichsabkommens jährlich etwa 100 Millionen DM.
Aus den Reihen der späteren BFG wurden u. a. auch Truppenteile für KFOR, SFOR, ISAF sowie den Zweiten Golfkrieg, den Irakkrieg und nach Nordirland abgestellt.
Gegen Ende des Kalten Krieges 1989/90 umfasste die BAOR folgende Verbände:
- BAOR Troops
- I Corps
  - 1st Armoured Division
  - 3rd Armoured Division
  - 4th Armoured Division
  - 2nd Infantry Division
- HQ British Sector Berlin
  - Berlin Brigade

1994 ging die britische Rheinarmee in die Britischen Streitkräfte in Deutschland über.

#### Oberbefehlshaber der Rheinarmee 1945–1994
- 1945–1946 Field Marshal Bernard Law Montgomery
- 1946–1948 Lieutenant General Sir Richard McCreery
- 1948 Lieutenant General Sir Brian Horrocks
- 1948–1951 Lieutenant General Sir Charles Keightley
- 1951–1952 General Sir John Harding
- 1952–1957 General Sir Richard Gale
- 1957–1960 General Sir Alfred Dudley Ward
- 1960–1963 General Sir James Cassels
- 1963–1966 General Sir William Gurdon Stirling
- 1966–1968 General Sir John Hackett
- 1968–1970 General Sir Desmond Fitzpatrick
- 1970–1972 General Sir Peter Hunt
- 1973–1976 General Sir Harry Tuzo
- 1976–1978 General Sir Frank King
- 1978–1980 General Sir William Scotter
- 1980–1983 General Sir James Michael Gow
- 1983–1985 General Sir Nigel Bagnall
- 1985–1987 General Sir Martin Farndale
- 1987–1989 General Sir Brian Kenny
- 1989–1993 General Sir Peter Inge
- 1993–1994 General Sir Charles Guthrie

#### Trivia
Bereits am 29. Juli 1945 starteten die britischen Streitkräfte ihr eigenes Radioprogramm in Deutschland als British Forces Network (BFN), das – ab 1964 als British Forces Broadcasting Service (BFBS) – bis heute auf Sendung ist.
Zwischen 1952 und 2002 fand auf dem Flugplatz Bad Lippspringe in der Regel jährlich über Pfingsten die Rhine Army Summer Show (RASS) statt. Entstanden aus einer Pferdeschau entwickelte sich daraus ein großes deutsch-britisches Sommerfest mit militärischen Vorführungen der British Army und der Royal Air Force, insbesondere deren Red Arrows, einer deutschen Kirmes, einer Handelsausstellung mit deutschen und britischen Ausstellern, sowohl kommerzieller als auch gemeinnütziger Natur, und Open-Air-Konzerten.
Die in Deutschland geborenen Kinder von Angehörigen der BFG werden bei der Rückkehr in das Vereinigte Königreich als Einwanderer gezählt, da die britische Statistik auf das Merkmal foreign-born (geboren im Ausland) und nicht deren britische Staatsangehörigkeit abstellt.